# Christian Blüthner-Haessler
Christian Blüthner-Haessler (* 14. August 1966 in Leipzig) ist ein deutscher Unternehmer und Arzt. Seit 1995 ist er Geschäftsführer der Julius Blüthner Pianofortefabrik GmbH.

## Leben
Blüthner-Haessler wurde 1966 als ältester Sohn des Blüthner-Erben Ingbert Blüthner-Haessler (* 1936) und dessen Ehefrau Karin (* 1943) in Leipzig geboren. Nach dem Abitur 1985 leistete er von 1985 bis 1988 Wehrdienst. 1988 begann er ein Humanmedizinstudium an der Universität Leipzig. 1990 wechselte er an die Georg-August-Universität Göttingen und wurde 1994 in Urologie zum Dr. med. promoviert. Von 1993 bis 1995 arbeitete er am King’s College Hospital in London. Danach ging er in die USA. Von 1995 bis 1996 war er Arzt am Krankenhaus in Ilanz in der Schweiz. Er veröffentlichte von 1992 bis 1996 mehrere medizinische Fachartikel.
Von 1990 bis 1995 studierte er parallel Betriebswirtschaftslehre (Diplom-Kaufmann) an der FernUniversität Hagen. Im Jahr 1994 wurde er kaufmännischer Geschäftsführer sowie Vertriebs- und Serviceleiter der Pianofabrik. Gemeinsam mit seinem jüngeren Bruder Knut Blüthner-Haessler (* 1968), der technischer Geschäftsführer ist, führt er das Familienunternehmen in nunmehr fünfter Generation. Er ist zudem Präsident der Blüthner-Niederlassungen in Russland, Vereinigtes Königreich, USA, Niederlande, China, Frankreich und Polen.
Er ist seit 1998 Mitglied des Vorstandes des Bundesverbandes Klavier (stellvertretender Vorsitzender) und seit 2000 des Dachverbandes Musikwirtschaft und Veranstaltungstechnik, welcher regelmäßig die Musikmesse Frankfurt ausrichtet. Seit 2000 ist er Mitglied im Lions-Club Leipzig.

## Positionen
Christian Blüthner-Haessler sieht das Privileg seines Unternehmenserbes vor allem darin, selbst entscheiden zu können, wie das Unternehmen weiter entwickelt wird. Darüber hinaus empfindet er sein Erbe auch als Druck, insbesondere angesichts der Verantwortung gegenüber seiner Vorfahren. Blüthner-Haessler musste auf sein Unternehmenserbe keine Erbschaftsteuer zahlen. Diesbezüglich bemängelt er "zu wenig Augenmaß" bei der Abwägung zwischen Privat- und Betriebsvermögen. Laut ihm wird "eine ideologisierte Neid-Diskussion geführt", die für den Erhalt des Wohlstands in Deutschland nicht zielführend sei.

## Auszeichnungen
Die Arbeitsgemeinschaft Selbständiger Unternehmer (ASU) und der Bundesverband Junger Unternehmer (BJU) zeichneten Blüthner-Haessler als Unternehmer des Jahres 2005 aus.

## Schriften
- Kultivierung und zytotoxisches In-vitro-Screening des Harnblasen- und Nierenzellkarzinoms: Vergleich und Optimierung der Kultur- und Messmethoden sowie Etablierung individueller Karzinomzellinien des Urothels und des Nierengewebes (1995)